# Lala Diallo
Ne doit pas être confondu avec Diallo Lalla Sy.
Lala Diallo est l'épouse du président de la République du Mali, Assimi Goïta,,.

## Parcours
Lala Diallo est sortie en public pour la première fois au coté d'Assimi Goïta, lors de sa prestation de serment le 7 juin 2021,.